# جيري سيمونز
جيري سيمونز (بالإنجليزية: Jerry Simmons)‏ هو لاعب كرة قدم أمريكية أمريكي، ولد في 14 نوفمبر 1942 في مقاطعة بولك في الولايات المتحدة.

## وصلات خارجية
- جيري سيمونز على موقع مرجع كرة القدم المحترفة.كوم (الإنجليزية)